# یک‌بار بگو
یک‌بار بگو (به هندی: Ek Baar Kaho) فیلمی محصول سال ۱۹۸۰ و به کارگردانی لک تاندون است. در این فیلم بازیگرانی همچون نوین نیشچول، شبانه اعظمی، مادان پوری، راجیندرا نات، جاگدیپ، آنیل کاپور، سورش اوبروی ایفای نقش کرده‌اند.